# إبراهيم الجزري
 شمس الدين إبراهيم بن أبي بكر الجزري الكتبي. من رواة الحديث والعلماء عند الشيعة، ويشتهر بلقب الفاشوشة. وقد ذكره ابن العماد الحنبلي في شذرات الذهب قائلاً عنه: ”كان مشهوراً بالكتب ومعرفتها وكان عنده فضيلة وكان يتشيع“.

### كتب
- أعيان الشيعة. محسن الأمين، طبع بيروت - لبنان، تاريخ الطبع مفقود، منشورات دار التعارف.

### إشارات مرجعية
1. ↑  
الأمين، محسن. أعيان الشيعة - ج2. ص. 112. مؤرشف من الأصل في 2019-12-09.